# Putrajaya
Putrajaya ([putradžaja]) je nově budované hlavní město Malajsie a federální teritorium. Do Putrajayi se v současnosti postupně přesouvají vládní úřady. Dosavadní hlavní město Kuala Lumpur tak zůstane v budoucnosti pouze finančním a obchodním centrem země.
Město bylo pojmenováno po prvním malajsijském premiérovi - Tunku Abdul Rahmanovi. V malajštině "Putra" znamená princ a "Jaya" znamená úspěch.
Putrajaya byla založena 19. října 1995, nachází se uprostřed tzv. Multimedia Super Corridor (MSC) a je ukázkou moderního urbanistického plánování. Zeleň a vodní plochy tvoří 70 % jeho rozlohy - je označováno jako „Inteligent Garden City“. Centru města dominuje Perdana Putra (úřad premiéra) a Putra Mosque (hlavní mešita pro 15 000 věřících se 116 m vysokým minaretem). V roce 2002 byl zprovozněn rychlovlak KLIA Transit na trase mezi Kuala Lumpur, Kuala Lumpur International Airport v Sepangu a Putrajayou.
Západně od Putrajayi se od roku 1999 staví další město na zelené louce - Cyberjaya, která se má stát centrem počítačového průmyslu.